# Krasnaja Now (rejon lgowski)
Krasnaja Now (ros. Красная Новь) – wieś (ros. деревня, trb. dieriewnia) w zachodniej Rosji, w sielsowiecie wyszniedieriewienskim rejonu lgowskiego w obwodzie kurskim.

## Geografia
Miejscowość położona jest nad Bykiem (lewy dopływ Sejmu), 4,5 km od centrum administracyjnego sielsowietu (Wysznije Dieriewieńki), 6,5 km na południowy wschód od centrum administracyjnego rejonu (Lgow), 65 km na południowy zachód od Kurska.
We wsi znajduje się 27 posesji.
Klimat
Miejscowość, jak i cały rejon, znajduje się w strefie klimatu kontynentalnego z łagodnym ciepłym latem i równomiernie rozłożonymi opadami rocznymi (Dfb w klasyfikacji klimatów Köppena).

## Demografia
W 2010 r. wieś zamieszkiwały 43 osoby.